# Lucas Gnecco
Lucas Segundo Gnecco Cerchar (Maicao, 1 de septiembre de 1942 - Medellín, 7 de julio de 2023) fue un político colombiano y miembro del Partido Liberal, quien sirvió en dos ocasiones como gobernador del Cesar la primera véz de 1992 a 1995 y la segunda ocasión de 1999 al 2000. Siendo el primer gobernador del Cesar electo por sufragio universal y el primero en ser electo en dos ocasiones.
Fue condenado por la Corte Suprema de Justicia de Colombia a 24 años de prisión que paga en "casa por cárcel" por hechos de corrupción durante su administración en el departamento del Cesar. También es investigado por sus relaciones con paramilitares de las Autodefensas Unidas de Colombia (AUC), el narcotráfico, y el homicidio del periodista Guzmán Quintero Torres.

## Familia
Gnecco Cerchar es el mayor de los hermanos en su familia, cuyos apellidos son originarios de Italia. Los Gnecco y los Cerchar se asentaron en el sur del departamento de La Guajira en el siglo XIX.
Su padre Lucas de Jesús Gnecco Navas fue un reconocido contrabandista, marimbero en la Alta Guajira que invertía sus ganancias en ganadería, lo cual es el origen de la riqueza actual de la familia. Su madre fue Elvia Cerchar de Gnecco. Sus hermanos son Cielo, Jorge (Paramilitar ya fallecido), Nelson y José Eduardo "Pepe". Los hermanos crecieron en el corregimiento de Papayal, zona rural del sur de La Guajira. Lucas de Jesús Gnecco Navas fue primo hermano de Andrés Samper Gnecco, padre del expresidente de Colombia, Ernesto Samper. Luego se mudaron al barrio Gaitán en la ciudad de Valledupar, donde Lucas, Jorge y Nelson se dedicaron al robo de vehículos y partes en Venezuela, que luego ingresaban a Colombia cargados con cigarrillos y whiskey de contrabando.
Gnecco Cerchar se casó con Dennis Martha "Lilo" Zuleta Carrillo. Gnecco Cerchar es padre de Eliana María y José Amiro Gnecco Martínez; José Alfredo, Eddie José, José Eduardo "Lalo" y Xilena María Gnecco Zuleta.
Tras la muerte de su hermano Jorge, familiares y viuda se vieron envueltos en una disputa por su millonaria herencia producto del narcotráfico, paramilitarismo y otros negocios. La disputa fue hecha pública a través de medios nacionales.
En el 2002, su hijo José Amiro fue secuestrado por desconocidos en el sur de Bogotá a las afueras del Hospital donde laboraba como médico. Tiempo después fue liberado y José Amiro contrajo matrimonio con la periodista Vicky Dávila en 2008.

## Trayectoria
Lucas entró a la política bajo influencia de su hermano Jorge Gnecco, quien fue elegido diputado a la Asamblea del departamento del Cesar. El clan Gnecco Cerchar fue invitado a participar en la política del departamento del Cesar por parte del clan Araújo, debido a las grandes sumas de dinero que poseían. La política cesarense se encontraba sin liquidez debido a la crisis económica generada por la crisis del algodón y el embate de las guerrillas de las FARC y el ELN contra finqueros del departamento. 
Lucas fue concejal del municipio de La Paz (Cesar), diputado y representante a la Cámara por el departamento del Cesar.

### Grupo Organizado Liberal Popular (Golpe)
Fue creador del Grupo Organizado Liberal Popular, Golpe, que lo llevó a la Cámara de Representantes. Luego fue el primer gobernador por elección popular en el departamento del Cesar tras la Constitución de 1991, para el período de 1992 a 1995 y luego de 1998 a 2000. El movimiento llegó a ser muy importante en el Cesar, puso varios concejales en Valledupar y en municipios del norte del departamento; además se quedó con varias posiciones en la Asamblea. El poder de Gnecco Cerchar coincidió con la llegada del paramilitarismo a los departamentos del Cesar, Guajira y Magdalena, promovidos por su hermano Jorge Gnecco y Salvatore Mancuso. 

### Gobernador del Cesar (1992-1995)
Durante la campaña política de 1991 a la gobernación del Cesar, surgieron fuertes cuestionamientos y denuncias electorales en contra de Gnecco Cerchar. El entonces gobernador encargado del departamento del Cesar, Abraham Romero Ariza se había parcializado en el debate electoral a favor de su copartidario liberal Gnecco Cerchar.

#### Conflicto armado
El período de gobernación de Lucas Gnecco fue uno de los más violentos en la historia del departamento. 21 de 25 alcaldes fueron amenazados de muerte por las guerrillas de las FARC y el ELN, que al momento se encontraban agrupados en la Coordinadora Guerrillera Simón Bolívar. En 1992, dos alcaldes de municipios del departamento del Cesar fueron asesinados; Jerónimo Pérez Sánchez, del municipio de Pelaya, y Pedro Luis Caballero Toro, del municipio El Copey. Gnecco y su secretario de gobierno Álvaro Castro intentaron pedir al presidente César Gaviria que interviniera. Varios alcaldes se vieron obligados a renunciar, seguidos por la mayoría de funcionarios en sus alcaldías y otras entidades del Estado, mientras que el Gobierno Nacional llevaba a cabo Diálogos de paz con las guerrillas.
Durante su periodo las guerrillas asesinaron a varios dirigentes políticos del departamento, como Cristian Moreno Pallares y Armando Maestre Pavajeau. Otros dirigentes políticos y ciudadanos del Cesar fueron secuestrados, como Alfonso Campo Soto.

#### Gabinete
Las siguientes personas conformaron el gabinete de secretarios departamentales del Cesar durante el gobierno de Gnecco Cerchar:
- Secretaría de Gobierno: Álvaro Castro Castro -
- Secretaría de Hacienda: Freddy Castillo Brugés
- Secretaría de Agricultura: José Nel Solano
- Secretaría de Educación: Gregorio Marulanda Brito
- Servicio Seccional de Salud: Marcelo Calderón Rodríguez - Hugo Soto Cabrera
- Centro de Rehabilitación Infantil: Alfredo Rodríguez Vásquez - Patricia del Socorro Hernández Cortés
- Secretario Privado: William Saade Vergel
- Secretario General: Antonio García
- Oficina de Personal: Maximiliano Zabaraín
- Oficina Jurídica: Guillermo Oliveros
- Oficina de Planeación: Edison Rodríguez
- Servisalud: Marcelo Calderón
- Oficina de Valorización: Enoc Argote,
- Oficina de Obras Públicas y Construcciones: Rafael Montero
- Oficina de Tránsito: José Manuel Aponte
- Instituto de Cultura y Turismo: Carmen Magally Castro
- Instituto 'Rosita Dávila': Tulio Fuentes
- Centro de Rehabilitación Infantil: Alfredo Rodríguez
- Gerente de la lotería La Vallenata: Consuelo Araújo Noguera

#### Intervención en elecciones parlamentarias de 1994
Siendo gobernador del Cesar, Lucas Gnecco presionó para que funcionarios de la Gobernación del Cesar votaran por su hermano, Pepe Gnecco, quien era candidato al senado de la república.

### Gobernador del Cesar (1998-2000)
En las elecciones regionales de 1997, Gnecco Cerchar consiguió 104.478 votos frente a Consuelo Araujo que obtuvo 92.467 votos. Los votos en blanco sumaron 3.852 votos, mientras que fueron anulados 3.595 votos y 12.159 no fueron marcados para un total de votos de 216.551.
Gnecco Cerchar no terminó su segundo periodo en la Gobernación del Cesar luego de que la Sala de Casación Penal de la Corte Suprema de Justicia lo condenara a 42 meses de prisión por constreñimiento al elector con el apoyo de paramilitares en su campaña de 1997. Los dos últimos años de su mandato fueron encargados a César Gustavo Solano en 1998 y a Rafael Bolaños en el año 2000. Su hermano el entonces senador de la república, José Gnecco Cerchar, alias "Pepe", fue luego firmante del Pacto de Ralito de la parapolítica cuya alianza entre políticos y escuadrones de paramilitares buscaban refundar a Colombia. 

#### Gabinete
Las siguientes personas conformaron el gabinete de Gnecco Cerchar durante su segundo período como gobernador del departamento del Cesar:
- Secretaría del Interior: Iván Castro Maya
- Secretaría de Hacienda: William Saade Vergel
- Secretaría de Educación: Wilson Molina Jiménez
- Secretaría de Obras Públicas: Jairo Rivero Ovalle
- Secretaría de Cultura y Turismo: Consuelo Martínez Martínez
- Secretaría de Agricultura: Fabio Ávila Araújo - Álvaro Muñoz Vélez
- Secretaría de Minas: Luis Alberto Ortiz Reyes - Argemiro Sánchez Pérez
- Secretaría de Servicios Administrativos: Martha Rodríguez Fuentes - Hernando Molina Araújo
- Secretaría de Salud: Gustavo Solano Noriega - Rodrigo Ríos Uribe
- Secretaría de Comunicaciones: Gustavo Cuello Díaz
- Secretario Privado: Salim Saad Barros
- Oficina de Planeación: Lesvia Baute de García - Darío Rafael Zabalata
- Oficina Jurídica: José María Ochoa - Luis Orozco Córdoba
- Oficina de la Mujer, Lely Maya de Murgas
- Oficina de Prevención y Desastres: Mireya Mejía Araújo
- Lotería La Vallenata: Aníbal José Ariza
- Proyectos Especiales: William Rincón Cortés
- Unidad Departamental de Tránsito: Wilson Molina Jiménez - Mendelson Ruíz Vence
- Director del Centro de Capacitación 'Rosita Dávila de Cuello': Luis Jiménez Betancour - Luis Carlos Matute
- oficina de Asuntos Nacionales e Internacionales en Bogotá: Gregorio Marulanda Brito
- Asesor personal: José Antonio Murgas Aponte

#### Condena de la Corte Suprema de Justicia por intervención en elecciones de 1994
Debido a la investigación abierta en 1994 durante la primera gobernación de Gnecco por inmiscuirse en el proceso electoral, en el que presionó a sus empleados públicos de la gobernación del Cesar para que votaran por su hermano, Gnecco, la Corte Suprema de Justicia profirió una condena a 42 meses de prisión contra Gnecco. Tras el fallo, Gnecco padeció de problemas cardíacos por lo que fue reemplazado brevemente por el gobernador encargado Guillermo Ruiz Castro

### Desfalco la educación del Cesar
Durante su administración se registró un millonario desfalco a la educación de los niños pobres del departamento del Cesar, por lo cual también fue acusado junto a su entonces Secretario de Educación Wilson Molina y el Secretario de Hacienda, William Saade Vergel. Según la Fiscalía, el entonces gobernador Lucas Gnecco Cerchar, el secretario de Hacienda, William Saade Vergel; el secretario de Educación, Wilson Molina Jiménez; y el director de la Oficina de Proyectos Especiales de la Gobernación, William Rincón Cortés; expidieron varios decretos mediante los cuales manipularon el presupuesto de la Secretaría de Educación. El desfalco fue estimado en unos 10 mil millones de pesos. El 27 de octubre de 2004, la Fiscalía dictó resolución de acusación en contra de William Nicolás Saade Vergel, Jesús Alberto Lemus Torres, William Rincón Cortés y Uriel Chacón Chinchilla, como coautores de los delitos de peculado por apropiación, contrato sin cumplimiento de requisitos legales, falsedad en documento y fraude procesal. El 16 de agosto último, el Juzgado Tercero Penal del Circuito de Valledupar condenó a William Saade Vergel, exsecretario de Hacienda del Cesar, a 23 años de prisión por los delitos de peculado por apropiación, contrato sin cumplimiento de requisitos legales, fraude procesal y falsedad en documento. Saade Vergel y Lemus Torres se encuentran prófugos de la justicia.

### Condenas por corrupción, paramilitarismo y narcotráfico
En octubre del 2002 la Procuraduría General de la Nación lo sancionó a Lucas Gnecco, Jairo Rivero, Álvaro Castro y Magalis Castro, con una millonaria multa por anomalías en contrataciones superiores a 3100 millones de pesos cuando fue gobernador del Cesar entre1998 y el 2000.
El 29 de julio del 2003, Gnecco recuperó su libertad por orden de la Corte Suprema de Justicia tras el caso de costreñimiento al elector en 1994 y por el cual cumplió una condena de 42 meses de casa por cárcel, la cual sirvió en sus lujosas casas de Valledupar y El Rodadero, en Santa Marta.
El 15 de agosto de 2005, Gnecco fue capturado en Santa Marta por las gentes del Cuerpo Técnico de Investigación (CTI) de la Fiscalía General de la Nación por "adjudicación y fracción de varios contratos para la ejecución de obras de infraestructura, sin el lleno de los requisitos", que facilitó durante su mandato como gobernador del Cesar. Adicionalmente, otra unidad de la Fiscalía, de Derechos Humanos también participó en la captura por otra investigación que las autoridades llevaban contra Gnecco por terrorismo y paramilitarismo ligado a las AUC.
El 13 de noviembre de 2009, Lucas Gnecco fue condenado a 24 años de prisión por celebración indebida de contratos y prevaricato, delitos que cometió durante su mandato en la gobernación del Cesar de 1998 a 2000.
Gnecco fue señalado por Jaime Pérez Charris, testigo en procesos de parapolítica, de negociar con el narcotraficante Jorge Luis Hernández Villazón, ‘alias Boliche’. Pese a estos señalamientos, su sobrino Luis Alberto Monsalvo, asegura que su tío “es uno de los gobernadores más queridos por los cesarences” y que “sus obras son recordadas por los habitantes de la región que lo recuerdan con cariño”.

#### Asesinato de Guzmán Quintero Torres
En marzo de 2015, Gnecco Cerchar y Hernando González fueron implicado por el exparamilitar de las AUC, Luciano Rojas Serrano alias “Henry” en el asesinato del periodista Guzmán Quintero Torres, ocurrido el 16 de septiembre de 1999.

#### Caso robo al Banco de la República en Valledupar
Tiempo después del millonario robo al Banco de la República, sede de Valledupar, ocurrido el 15 de octubre de 1994 y conocido como 'El robo del siglo' en Colombia, pacas de billetes con los seriales reportados como robados aparecieron en una finca propiedad de Lucas Gnecco.

#### Cartel de la toga
En mayo de 2018, el exfiscal anticorrupción Luis Gustavo Moreno capturado por corrupción, delató al senador José Alfredo Gnecco y a su padre, el exgobernador Lucas Gnecco de estar involucrados en el cartel de la toga en el que José Alfredo le pagó sobornos para alterar las investigaciones penales por corrupción que pesan contra Lucas.
Gnecco acumulaba tres condenas de la Corte Suprema de Justicia de Colombia; fue condenado en el 2000 por "costreñimiento al elector", en 2009 fue condenado por la "suscripción de contratos irregulares" y luego ese mismo año CSJ lo encontró responsable de "corrupción", en relación con el fraccionamiento de contratos (101 contratos irregulares) que celebró para dotar planteles educativos en el Cesar. La CSJ le impuso una sentencia de 24 años de cárcel.
Moreno fue apoderado de Lucas Gnecco a partir del 7 de julio de 2015. El exfiscal Luis Gustavo Moreno, involucró también en hechos de corrupción al exgobernador del Cesar, Lucas Gnecco Cerchar y a su hijo, el senador por el Partido de la U, José Alfredo Gnecco quien le habría pagado un soborno de COP$ 150 millones de pesos a los magistrados de la Corte, para favorecer a su padre en su condena de 24 años de cárcel y dilatar procesos pendientes en la CSJ.
Sobre el caso, Moreno dijo:.

Directamente [el magistrado] Francisco me dijo reciba al hijo del exgobernador, al congresista Gnecco, recíbale poder. Eran honorarios normales, no recuerdo la cifra, me tocaría revisar con documentación. No fue una cifra escandalosa, era normal, la orden era aplace, no se preocupe que lo van a dejar a aplazar. Francisco me decía que no me preocupara. En otras diligencias yo solicitaba aplazamientos y me negaban, ejemplo Luis Alfredo Ramos. El propósito era evitar que se instalara, dejar que a eso se le fuera bajando presión. Ellos creían que procedía prescripción, yo decía que no era procedente y la instrucción era que aplazara.